# Toller Porcorum
Toller Porcorum – wieś i civil parish w Anglii, w Dorset, w dystrykcie (unitary authority) Dorset. W 2011 civil parish liczyła 307 mieszkańców.